# Casual
A subcultura casual é uma subseção do hooliganismo no futebol, e o uso de roupas de grife caras europeias. A subcultura se originou no Reino Unido no final dos anos 1970, quando muitos hooligans começaram a usar roupas esportivas de grifes caras, a fim de evitar a atenção da polícia. Eles não usavam as cores do clube, por isso era mais fácil se infiltrar nos grupos rivais e entrar em pubs.
Alguns gêneros de música popular entre os casuais no final da década de 1970 eram o mod revival, o pós-punk, o streetpunk/oi! e o ska. Em 1980, os gostos musicais dos casuais ficaram mais ecléticos, que começaram a apreciar grupos musicais como Wham!, ABC, The Human League, Spandau Ballet e Adam and the Ants. No final dos anos 1980 e início dos anos 1990, muitos casuais faziam parte das cenas Madchester e rave, e na década de 1990, muitos se tornaram fãs do Britpop. Havia uma forte associação com a cultura rave, com muitos ravers vestindo marcas de futebol casual, mas distanciado-se do vandalismo no futebol. Bandas Madchester, por vezes, usavam roupa casual no palco e nas fotos de publicidade, assim como bandas de Britpop como o Blur em seu vídeo da música "Parklife". Desde então, o gênero mais popular entre os casuais foi o indie rock.